# Fagás
Fagás är en kulle i Grekland.   Den ligger i regionen Grekiska fastlandet, i den sydöstra delen av landet, 60 km nordväst om huvudstaden Aten. Toppen på Fagás är 552 meter över havet, eller 432 meter över den omgivande terrängen. Bredden vid basen är 3,7 km.
Terrängen runt Fagás är kuperad söderut, men norrut är den platt. Runt Fagás är det ganska tätbefolkat, med 75 invånare per kvadratkilometer. Närmaste större samhälle är Thívai, 12,7 km öster om Fagás. Trakten runt Fagás består till största delen av jordbruksmark.